# Municipio de Cedar (Dakota del Norte)
El municipio de Cedar (en inglés: Cedar Township) es un municipio ubicado en el condado de Adams en el estado estadounidense de Dakota del Norte. En el año 2010 tenía una población de 24 habitantes y una densidad poblacional de 0,29 personas por km².

## Geografía
El municipio de Cedar se encuentra ubicado en las coordenadas 46°14′26″N 102°40′33″O / 46.24056, -102.67583. Según la Oficina del Censo de los Estados Unidos, el municipio tiene una superficie total de 81.98 km², de la cual 81,96 km² corresponden a tierra firme y (0,02 %) 0,02 km² es agua.

## Demografía
Según el censo de 2010, había 24 personas residiendo en el municipio de Cedar. La densidad de población era de 0,29 hab./km². De los 24 habitantes, el municipio de Cedar estaba compuesto por el 100 % blancos. Del total de la población el 0 % eran hispanos o latinos de cualquier raza.